# Smjadovo
Smjadovo (bulgariska: Смядово) är en ort i Bulgarien.   Den ligger i kommunen Obsjtina Smjadovo och regionen Sjumen, i den östra delen av landet, 300 km öster om huvudstaden Sofia. Smjadovo ligger 86 meter över havet och antalet invånare är 4 231.
Terrängen runt Smjadovo är kuperad åt sydost, men åt nordväst är den platt. Smjadovo ligger nere i en dal. Närmaste större samhälle är Preslav, 19,7 km nordväst om Smjadovo.
Trakten runt Smjadovo består till största delen av jordbruksmark. Runt Smjadovo är det glesbefolkat, med 17 invånare per kvadratkilometer.